# Classic Brugge-De Panne 2022
La Classic Brugge-De Panne, quarantaseiesima edizione della corsa e valida come ottava prova dell'UCI World Tour 2022 categoria 1.UWT, si svolse il 23 marzo 2022 su un percorso di 207,9 km, con partenza da Bruges e arrivo a De Panne, in Belgio. La vittoria fu appannaggio del belga Tim Merlier, il quale completò il percorso in 4h45'41", alla media di 43,664 km/h, precedendo l'olandese Dylan Groenewegen e il francese Nacer Bouhanni.
Sul traguardo di De Panne 154 ciclisti, su 159 partiti da Bruges, portarono a termine la gara.

## Squadre e corridori partecipanti
| N.      | Cod. | Squadra                     |
| ------- | ---- | --------------------------- |
| 1-7     | BOH  | Bora-Hansgrohe              |
| 11-17   | QST  | Quick-Step Alpha Vinyl Team |
| 21-27   | LTS  | Lotto Soudal                |
| 31-37   | IWG  | Intermarché-Wanty-Gobert    |
| 41-47   | AST  | Astana Qazaqstan Team       |
| 51-57   | TBV  | Bahrain Victorious          |
| 61-67   | COF  | Cofidis                     |
| 71-77   | EFE  | EF Education-EasyPost       |
| 81-87   | GFC  | Groupama-FDJ                |
| 91-97   | ISN  | Israel-Premier Tech         |
| 101-107 | TJV  | Jumbo-Visma                 |
| 111-117 | MOV  | Movistar Team               |

| N.      | Cod. | Squadra                   |
| ------- | ---- | ------------------------- |
| 121-127 | BEX  | Team BikeExchange-Jayco   |
| 131-137 | DSM  | Team DSM                  |
| 141-147 | TFS  | Trek-Segafredo            |
| 151-157 | UAD  | UAE Team Emirates         |
| 161-167 | AFC  | Alpecin-Fenix             |
| 171-177 | ARK  | Team Arkéa-Samsic         |
| 181-187 | BBK  | B&B Hotels-KTM            |
| 191-197 | BCF  | Bardiani-CSF-Faizanè      |
| 201-207 | BWB  | Bingoal Pauwels Sauces WB |
| 211-217 | SVB  | Sport Vlaanderen-Baloise  |
| 221-227 | TEN  | TotalEnergies             |
| 231-237 | UXT  | Uno-X Pro Cycling Team    |

## Ordine d'arrivo (Top 10)
| Pos. | Corridore         | Squadra      | Tempo    |
| ---- | ----------------- | ------------ | -------- |
| 1    | Tim Merlier       | Alpecin      | 4h45'41" |
| 2    | Dylan Groenewegen | BikeExchange | s.t.     |
| 3    | Nacer Bouhanni    | Arkéa        | s.t.     |
| 4    | Max Walscheid     | Cofidis      | s.t.     |
| 5    | Olav Kooij        | Jumbo        | s.t.     |
| 6    | Arnaud Démare     | Groupama     | s.t.     |
| 7    | Simone Consonni   | Cofidis      | s.t.     |
| 8    | Arnaud De Lie     | Lotto        | s.t.     |
| 9    | Jasper Stuyven    | Trek         | s.t.     |
| 10   | Heinrich Haussler | Bahrain      | s.t.     |